# Combat de Gorodnia
Campagne de Russie
Batailles
Campagne de Russie (1812)
- Liste des batailles
- Mir
- Moguilev
- Ostrovno
- Vitebsk
- Kliastitsy
- Smolensk
- 1re Polotsk
- Valoutina Gora
- Moskova
- Moscou
- Winkowo
- 2e Polotsk
- Maloïaroslavets
- Gorodnia
- Czaśniki
- Viazma
- Smoliani
- Krasnoï
- Bérézina

Campagne d'Allemagne (1813)
- Dantzig
- Lunebourg
- Möckern
- Lützen
- Bautzen
- Reichenbach
- Haynau
- Luckau
- Hoyerswerda
- Lauenbourg
- Goldberg
- Gross Beeren
- Katzbach
- Dresde
- Kulm
- Dennewitz
- Peterswalde
- Liebertwolkwitz
- Leipzig
- Hanau
- Sehested
- Torgau
- Hambourg

Campagne de France (1814)
- Sainte-Croix-en-Plaine
- Besançon
- Mayence
- Metz
- Saint-Avold
- 1re Saint-Dizier
- Brienne
- La Rothière
- Campagne des Six-Jours (Champaubert
- Montmirail
- Château-Thierry
- Vauchamps)
- Mormant
- Montereau
- Bar-sur-Aube
- Saint-Julien
- Laubressel
- Berry-au-Bac
- Craonne
- Coutures
- Laon
- Soissons
- Mâcon
- Reims
- Saint-Georges-de-Reneins
- Limonest
- Arcis-sur-Aube
- Fère-Champenoise
- 2e Saint-Dizier
- Meaux
- Claye
- Villeparisis
- Paris

- Feistritz
- Caldiero (en)
- Trieste
- Mincio

- Hoogstraten (de)
- Anvers
- Berg-op-Zoom
- Courtrai

Le combat de Gorodnia est un épisode de la campagne de Russie qui se déroule le 25 octobre 1812 à Gorodnia, dans l'actuel oblast de Kalouga. Il oppose la cavalerie française commandée par Napoléon Ier aux cosaques russes du général Alexeï Vassilievitch Ilovaïski. Ces derniers manquent de capturer ou tuer l'Empereur mais sont finalement dispersés par les cavaliers français.

## Prélude
Le 24 octobre 1812, peu après leur départ de Moscou, les Français affrontent les Russes au cours de la bataille de Maloyaroslavets. Les troupes franco-italiennes d'Eugène de Beauharnais forcent le passage mais Napoléon hésite à exploiter cette victoire et à marcher sur Kalouga. Le lendemain, il décide d'aller reconnaître le dispositif russe en compagnie des maréchaux Berthier, Murat et Bessières et des généraux Rapp et Caulaincourt.
Dans la nuit du 24 au 25 octobre, sur ordre de l'ataman Matveï Platov, six régiments de cosaques russes commandés par le général Alexeï Vassilievitch Ilovaïski franchissent la Louga à proximité de Maloyaroslavets afin d'attaquer les détachements français bivouaqués sur la rive gauche du fleuve. 

## Déroulement du combat

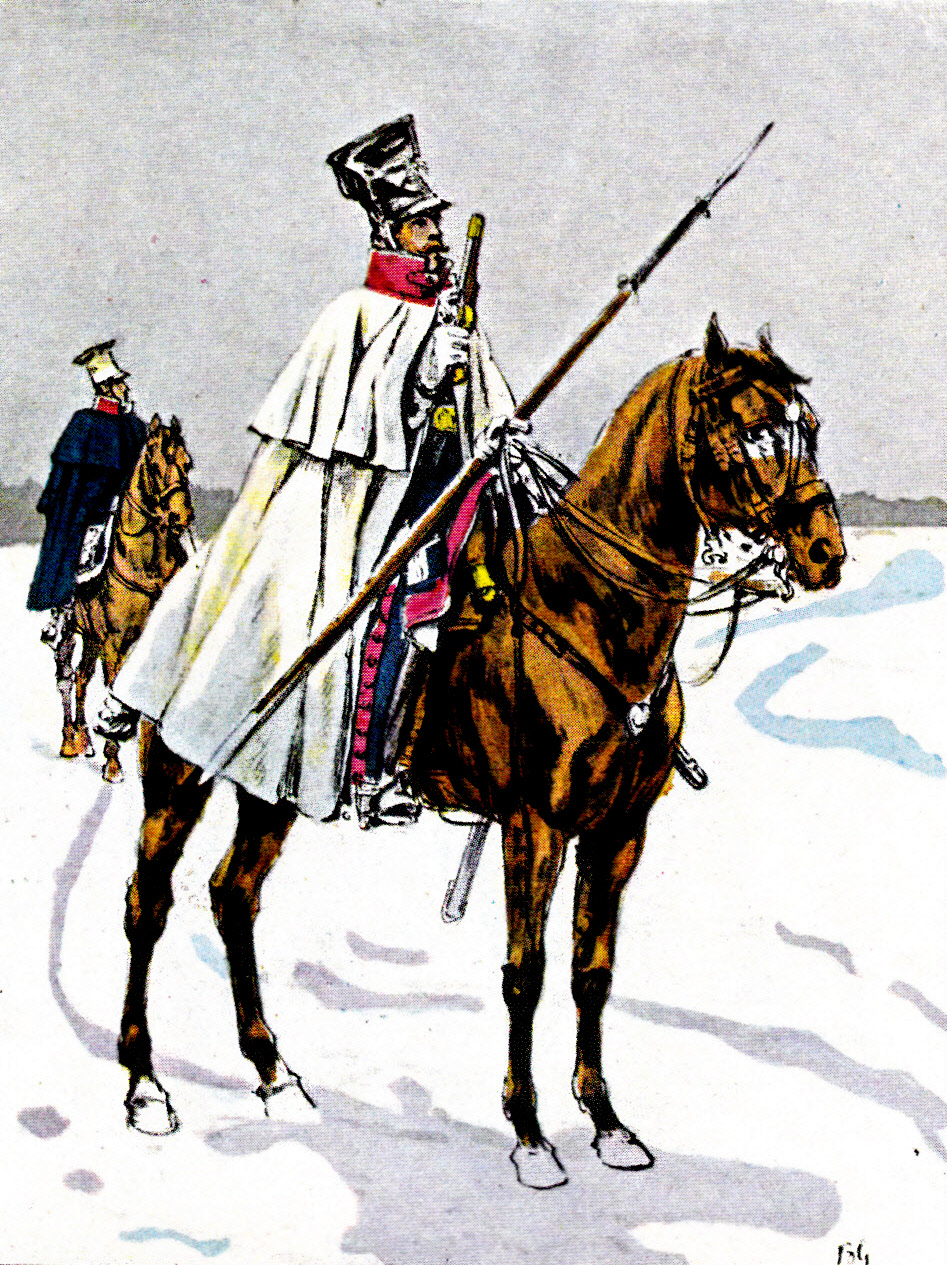
Chevau-légers lanciers polonais de la Garde dans les neiges de Russie (peinture de Bronisław Gembarzewski).

À l'aube du 25 octobre, Napoléon part donc en reconnaissance avec son entourage sur la route de Borovsk. Ayant devancé les quatre escadrons de service des chasseurs à cheval, lanciers polonais, dragons et grenadiers à cheval de la Garde impériale qui assurent traditionnellement la protection de l'Empereur, le petit groupe ne dispose pour seule escorte que d'une poignée de cavaliers, parmi lesquels un peloton de lanciers polonais de la Garde sous les ordres du lieutenant Hempel. Une nuée de cosaques apparaît alors soudainement et charge les Français. L'Empereur et sa suite dégainent leur sabre tandis que l'escadron de service des lanciers polonais, commandé par Kozietulski, accourt et engage les cavaliers russes, recevant l'appui des chasseurs à cheval de la Garde. 
La mêlée est confuse jusqu'à l'arrivée des dragons puis des grenadiers à cheval de la Garde. Dans le désordre du combat, le colonel Le Couteulx, aide de camp du maréchal Berthier, s'arme d'une lance prise à un cosaque ; vêtu d'un manteau masquant son uniforme français, il est grièvement blessé par un grenadier à cheval qui le confond avec un cavalier russe. La cavalerie de la Garde parvient finalement à disperser les assaillants qui s'évanouissent dans la nuit,. L'affrontement a duré environ une demi-heure.
Les données incomplètes relatives aux unités de la cavalerie de la Garde engagées ce jour-là font qu'il est difficile d'établir un compte exact des pertes françaises. Le chef d'escadron Kozietulski est blessé d'un coup de lance en chargeant à la tête de son escadron et six de ses lanciers sont tués,. Les chasseurs à cheval de la Garde perdent neuf tués et sept blessés, parmi lesquels le chef d'escadron Kirmann. Les dragons de la Garde déplorent trois officiers blessés tandis que les pertes essuyées par les grenadiers à cheval ne sont pas connues.
Du côté russe, si le 27e bulletin de la Grande Armée annonce 600 hommes tués, blessés ou prisonniers parmi les cosaques, l'historien Alexeï Vassiliev note qu'il s'agit là d'une exagération et que les pertes russes sont « trois à quatre fois inférieures ».

## Conséquences
De retour à son quartier général, Napoléon s'entretient avec ses subordonnés afin de déterminer la voie à suivre pour la retraite. Les avis sont partagés. Le 26 octobre, l'Empereur opte pour la route de Smolensk, la plus courte, mais qui est dévastée car elle a déjà été empruntée à l'aller.
À partir du combat de Gorodnia, les cosaques suscitent la crainte chez les soldats français, qui redoutent leurs apparitions au cours de la retraite :

« C'est de ce moment que date la terreur que les cosaques ont toujours inspirée depuis à nos soldats, en dépit de toutes les rodomontades et de toutes les indignations patriotiques. Je ne veux pas par là faire injure à la bravoure de nos troupes ; mais les cosaques agissaient sur leur moral à la manière des spectres et des apparitions symboliques. »

— Nicolas Louis Planat de la Faye, aide de camp du général Lariboisière.
Conscient d'avoir échappé de peu à la capture, Napoléon ordonne à son chirurgien, Alexandre-Urbain Yvan, de lui préparer un poison qu'il conserve par la suite sur lui en permanence, afin d'être sûr de ne pas tomber vivant aux mains de ses adversaires.